# Vladimír Tlamka
Vladimír Tlamka (ur. 26 lipca 1941, zm. 11 lutego 2018) – czeski zawodnik i działacz kręglarski.

## Życiorys
Jako zawodnik, a następnie działacz kręglarski związany był z klubem z Boskovic. W latach 1991–1994 piastował funkcję prezesa Morawskiego Związku Kręglarzy, w latach 1992–1993 funkcję wiceprezesa, a w latach 1993–2001 funkcję prezesa Czechosłowackiego Związku Kręglarzy (ĆMKS). Po rozpadzie Czechosłowacji, piastował funkcję pierwszego prezesa Czesko-Morawskiego Związku Kręglarzy. W 2001 doprowadził do powstania Czeskiej Federacji Kręglarstwa Klasycznego i Bowlingu (ĆKBF), której był prezesem. Był również przez trzy kadencje wiceprzewodniczącym World Ninepin Bowling Association (WNBA). Tlamka był także współorganizatorem między innymi Mistrzostw Świata Seniorów oraz pierwszych meczów między zawodnikami z Czechosłowacji i Czech z zawodnikami z Polski.